# فهرست محصولات مبتنی بر فری‌بی‌اس‌دی
تعداد زیادی محصول تجاری و غیرتجاری مختلف بر اساس فری‌بی‌اس‌دی وجود دارد. تحقیق درباره این محصولات و اینکه آنها مبتنی بر کدام نسخه از فری‌بی‌اس‌دی هستند مشکل است، چرا که معمولاً این مسائل به طور عمومی اعلان نمی‌شود.

## محصولا تجاری
- محصولات شبکه نرم افزار محور شرکت آدارا نتورکز [۱]
- اواس ده, و آی‌اواس شرکت اپل; هسته آنها (داروین) از هسته اکس‌ان‌یو گرفته شده (بخشی از آن متعلق به ماک است, قسمتی از آن متعلق بخ فری‌بی‌اس‌دی است,[۲] بخشی هم کدهای تولید شده توسط اپل است). بیشتر برنامه‌های استاندارد یونیکس که در این سیستم‌ها وجود دارد، عمدتاً مبتنی بر کدهای فری‌بی‌اس‌دی هستند.[۳]
- دستگاه‌های شبکه شرکت بلو کت سیستمز [۴]
- MailFountain شرکت Calexium مبتنی بر فری‌بی‌اس‌دی ۸٫۱ است
- دستگاه‌های شرکت Borderware (فایروال, وی‌پی‌ان, آنتی‌اسپم, وب‌فیلتر و ...) مبتنی بر هسته فری‌بی‌اس‌دی هستند.[۵]
- دستگاه‌ها و لوازم امنیتی Check Point IPSO[۶]
- سیتریکس شرکت سیتریکس.[۷]
- دستگاه‌های شتاب‌دهنده وب و متعادل‌کننده بار سری GX-series Coyote Point[۸]
- آرایه‌های iSCSI SAN شرکت دل (شرکت) [۹]
- EfficientIP SOLIDserver DDI (DNS DHCP IPAM) appliances[۱۰]
- H/OS 2.4 شرکت هالون سکیوریتی مبتنی بر FreeBSD 9.0 است
- WirelessWAN شرکت Hobnob[۱۱]
- AsyncOS شرکت IronPort مبتنی بر هسته فری‌بی‌اس‌دی است[۱۲]
  - آنتی‌اسپم
  - سندربیس
- OneFS شرکت ایزیلون سیستمز , سیستم‌عامل که در سیستم‌های ذخیره‌سازی خوشه‌ای Isilon IQ-series استفاده شده [۱۳]
- سیستم‌عامل JUNOS شرکت ژونیپر نتورکز [۱۴]
  - JUNOS ماقبل 5.0 مبتنی بر FreeBSD 2.2.6 بود.
  - JUNOS بین 5.0 و 7.2 مبتنی بر FreeBSD 4.2 است.
  - JUNOS 7.3 و بالاتر مبتنی بر FreeBSD 4.10 است.
  - JUNOS 8.5 مبتنی بر FreeBSD 6.1 است
  - JUNOS 10.0 مبتنی بر FreeBSD 7 است.
- دستگاه‌های سری KBOX 1000 & 2000 و Virtual KBOX شرکت KACE Networks
- دستگاه‌های پراکسی LineRate[۱۵]
- محصولات امنیتی IP360 شرکت nCircle مبتنی بر FreeBSD 6.x هستند
- SecurOS شرکت مک‌آفی[۱۶]
- نت‌اپ filers مبتنی بر  Data ONTAP  است.[۱۷]
- دستگاه‌های جلوگیری از نفوذ شرکت Netasq [۱۸]
- نتفلیکس [۱۹]
- دروازه‌های وی‌پی‌ان COMP[۲۰]
- سیستم‌های ذخیره‌سازی شبکه موازی Panasas[۲۱]
- پاناسونیک از فری‌بی‌اس‌دی در رسیورهای تلویزیون Viera TV خود استفاده می‌کند [۲۲]
- محصولات کنترل سیاست شبکه شرکت Sandvine[۲۳]
- سیلیکون گرافیک انترنشنال در ArcFiniti خود از فری‌بی‌اس‌دی استفاده می‌کند[۲۴]
- آرایه‌های دیسکی شرکت  MAID  که قبلاً توسط COPAN تولید می‌شدند.[۲۵]
- پلی‌استیشن ۳,[۲۶] پلی‌استیشن ۴[۲۷] و پلی‌استیشن ویتا[۲۸]
- دستگاه‌های پست الکترونیک شرکت Sophos[۲۹]
- دستگاه‌های پشتیبان‌گیری از اطلاعات nTier Verde شرکت Spectra Logic
- Statseeker, نرم‌افزار نظارت بر شبکه [۳۰]
- نرم‌افزار iPrism شرکت St. Bernard Software که برای فیلتر کردن ترافیک وب استفاده می‌شود[۳۱]
- The Weather Channel's IntelliStar کامپیوتر پیش بینی محلی [۳۲]
- VXworks[۳۳]

## محصولات متن‌باز
- پروژه مسیریاب بی‌اس‌دی
- دسکتاپ‌بی‌اس‌دی – یک توزیع برای کاربران خانگی که از میزکار کی‌دی‌ئی استفاده می‌کرد
- PC-BSD
- FreeNAS – سیستم ذخیره‌سازی متن‌باز
- FreeSBIE – دیسک زنده
- گوست‌بی‌اس‌دی – توزیعی مبتنی بر میزکار گنوم
- مونوال – فایروال توکار
- pfSense – مسیریاب و دیوار آتش
- Frenzy – portable system administrator toolkit
- زدروتر [۳۴]

## محصولات متن‌بازی که قسمت اعظمی از کدهای فری‌بی‌اس‌دی را استفاده میکنند
- آندروید[نیازمند منبع]
- FreeRaspberry Pi (FreeRPi) – کارهای اولیه برای پورت کردن فری‌بی‌اس‌دی بر روی رزبری پای که پردازنده ARM11 دارند انجام شده است.[۳۵]
- OSv